# Beni Oual Sehira
Beni Oual Sehira är en ort i Marocko.   Den ligger i regionen Rabat-Salé-Kénitra, 140 km öster om huvudstaden Rabat.